# Loh (Dortmund)
Loh ist einer der kleinsten und jüngsten Vororte der Stadt Dortmund. Im Gegensatz zu vielen anderen Vororten Dortmunds war er keine eigenständige Gemeinde. Loh wurde erst spät besiedelt, war ursprünglich ein Teil von Benninghofen und gehört zum Dortmunder Stadtbezirk Hörde.

## Bedeutung des Namens
Mit „Loh“ bezeichnete man früher ein hochliegendes, weithin sichtbares Gehölz. Für die Germanen waren diese „Lohe“ heilige Haine und Opferstätten.

## Geographische Lage
Loh liegt im Dortmunder Südosten zwischen Benninghofen im Norden und Höchsten im Süden, zwischen Wellinghofen im Westen und Berghofen im Osten. Eine natürliche Grenze bildet der Lohbach, der sich mit dem Marksbach zum Hörder Bach vereinigt, welcher in die Emscher mündet.

## Geschichte
Noch zu Beginn des 19. Jahrhunderts war das heute als Loh bekannte Gebiet unbesiedelt und dicht bewaldet, daher der Name Loh. Im Bericht über den Bergbau im Amt Hörde von 1755 wird die Kleinzeche „Schürft im Lohe“ genannt. Mit Sicherheit hat es jedoch schon wesentlich früher Schürfstollen im Loh gegeben. 1827 wurde der Wintersche Hof als erstes Haus im Loh errichtet. 1850 bekam mit Gründung der Zeche Elisabeth der Kohleabbau größere Bedeutung. Das Gebiet gehörte seit 1888 zum Amt Wellinghofen. 
Erst nach dem Ersten Weltkrieg setzte mit der in Selbsthilfe erbauten Siedlung Eigenheim eine dichtere Bebauung ein.
Um die Gründung dieser Siedlung hat sich vor allem der Hörder Pfarrer August Schulte-Sodingen (Pfarrer von 1913 bis 1920 der evangelischen Kirchengemeinde Hörde) verdient gemacht. Eine Gedenktafel mit dem Datum 25. Februar 1920 erinnert daran, sie steht an der Schulte-Sodingen-Straße, nördlich der Kreuzung Eigenheimweg.

## Bevölkerung
Zum 31. Dezember 2013 lebten in Loh 3842 Einwohner.
Struktur der Loher Bevölkerung:
- Bevölkerungsdichte: 75 Einwohner pro Hektar Siedlungsfläche.
- Minderjährigenquote: 18,0 %, liegt leicht unterhalb des Dortmunder Durchschnittes von 20,1 %.
- Altenquote: 36,6 %, liegt über dem Dortmunder Durchschnitt von 31,3 %.
- Ausländeranteil: 3,2 %, liegt deutlich unterhalb des Dortmunder Durchschnittes.
- Arbeitslosenquote: 3,6 %, liegt deutlich unterhalb des Dortmunder Durchschnittes.

Das durchschnittliche Einkommen in Loh liegt etwa 40 % oberhalb des Dortmunder Durchschnittes.

### Bevölkerungsentwicklung
| Jahr      | 2003 | 2008 | 2010 | 2013 | 2018 |
| --------- | ---- | ---- | ---- | ---- | ---- |
| Einwohner | 3958 | 3951 | 3835 | 3842 | 3848 |

## Straßen im Ort
Eine weitere Grenze ist der Niederhofer Kohlenweg, der Loh außerdem vom heute noch bestehenden Wald, dem Niederhofer Holz, trennt. Von hier hat man einen herrlichen, weiten Blick über die Siedlung bis zum ehemaligen Stahlwerk Phönix. Die Benninghofer Straße, die Hörde mit der Wittbräucker Straße verbindet, ist die Hauptverkehrsader von Loh und teilweise eine mit Platanen bestandene Allee.
Die schon genannte Schulte-Sodingen-Straße spiegelt die Bedingungen ihrer Entstehungszeit. Sie ist ein schmaler asphaltierter Weg ohne Bürgersteige (bis vor einigen Jahren mit oberirdischer Telefonleitung und Stromversorgung an Holzmasten) und nur für Anliegerverkehr zugelassen. Sie steigt ebenso wie die parallel laufende Benninghofer Straße in Richtung Höchsten steil an.

## Infrastruktur
Es gibt drei Bushaltestellen im Ort, die an der Benninghofer Straße liegen und zum Teil über ein Wartehäuschen mit Sitzplätzen verfügen. Die am häufigsten frequentierte ist die Haltestelle „Benninghofer Heide“, in deren Umkreis sich auch ein Briefkasten und ein Informationskasten der katholischen St.-Benno-Gemeinde von Benninghofen befinden. Tagsüber fahren die Busse im 10-Minuten-Takt und erreichen in sieben bis acht Minuten Hörde Bahnhof mit zahlreichen Anschlussmöglichkeiten in die Dortmunder Innenstadt, zum Hauptbahnhof und zum Flughafen. Der nächstgelegene unterirdische Stadtbahn Bahnhof Clarenberg ist nach ca. 20 Minuten Fußweg zu erreichen.
Eine Tankstelle ist die einzige Einkaufsmöglichkeit in Loh, jedoch sind die Geschäfte des täglichen Bedarfs in Benninghofen bzw. auf dem Höchsten fußläufig zu erreichen.
Das einzige öffentliche Gebäude in Loh ist die ehemalige Grundschule Dortmund-Loh, die etwa zeitgleich mit der Siedlung Eigenheim als städtische katholische Volksschule eingerichtet wurde. Die einzügige Grundschule wurde zum Schuljahr 2012/2013 geschlossen, nachdem es bereits seit Beginn des Schuljahres 2009/2010 keine erste Klasse mehr gab. Derzeit ist die aufgrund eines Neubaus vorübergehend ausgelagerte Grundschule Wichlinghofen in dem Gebäude beheimatet. Bei Wahlen dient das Gebäude den wahlberechtigten Bürgern Lohs als Wahllokal.

## Fotos

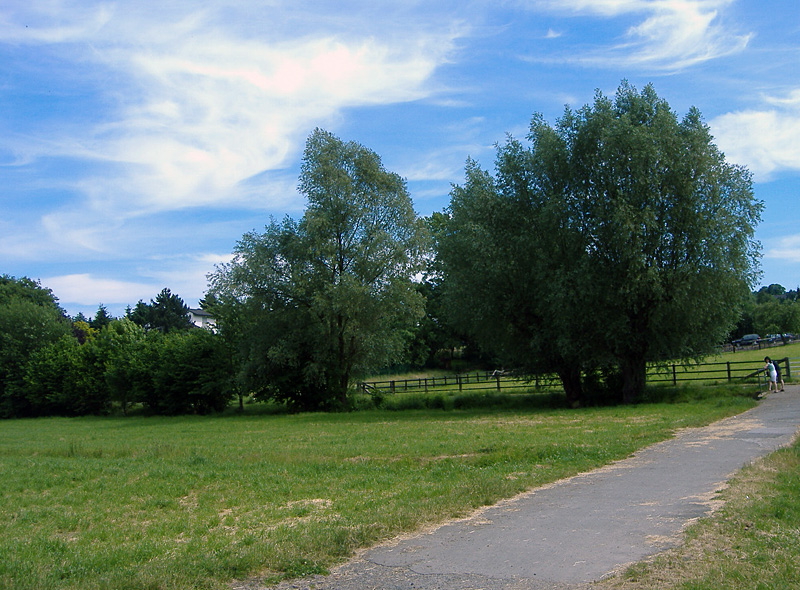
Die Lohbach-Wiesen in Dortmund-Loh
Der Lohbach
Roter Weg in Blickrichtung Benninghofer Str.
Kreuzung Roter Weg/Benninghofer Heide
Die ehemalige Grundschule in Loh